# 호리아 시마

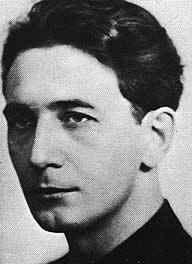

호리아 시마(Horia Sima, 1906년 7월 3일 ~ 1993년 5월 25일)는 루마니아의 파시스트로서, 코르넬리우 젤레아 코드레아누의 뒤를 이어 철위대의 2번째이자 마지막 지도자였던 인물이다. 게오르게 터터레스쿠와 이온 지구르투 총리 정부에서 짧게 장관직을 역임한 적이 있으며, 이후 이온 안토네스쿠의 국민군단국가 체제가 들어서자 부통령직을 맡아 사실상의 공동 통치자가 되었다.
1941년 1월 이온 안토네스쿠와 루마니아군에 대항한 철위대 반란을 일으켰으며 동시에 유대인에 대한 대규모 포그롬도 주도하였다. 반란이 실패로 돌아간 뒤 시마는 사형을 선고받았으나 독일을 거쳐 스페인으로 도망쳐 죽을 때까지 그곳에서 살았다. 1946년 전후 루마니아에서 궐석 재판이 열려 그에게 전쟁범죄 혐의로 다시 사형이 선고되기도 하였다.

## 같이 보기
- 국민군단국가
- 철위대